# Liste des ministres de Bade-Wurtemberg
Cette page recense l'ensemble des ministres ayant siégé, depuis 1952, dans les gouvernements du Land de Bade-Wurtemberg. La liste est présentée selon le dernier ordre protocolaire connu.

## Ministres actuels
| Poste                                                                                    | Ministre | Ministre                 | Parti  |
| ---------------------------------------------------------------------------------------- | -------- | ------------------------ | ------ |
| Vice-ministre-président Ministre de l'Intérieur, du Numérique et des Affaires communales |          | Thomas Strobl            | CDU    |
| Ministre des Finances                                                                    |          | Danyal Bayaz             | Grünen |
| Ministre de l'Économie, du Travail et du Tourisme                                        |          | Nicole Hoffmeister-Kraut | CDU    |
| Ministre de la Justice et des Migrations                                                 |          | Marion Gentges           | CDU    |
| Ministre de l'Éducation, de la Jeunesse et des Sports                                    |          | Theresa Schopper         | Grünen |
| Ministre de la Science, de la Recherche et de la Culture                                 |          | Petra Olschowski         | Grünen |
| Ministre des Affaires sociales, de la Santé et de l’Intégration                          |          | Manfred Lucha            | Grünen |
| Ministre des Transports                                                                  |          | Winfried Hermann         | Grünen |
| Ministre de l'Environnement, du Climat et de l’Énergie                                   |          | Thekla Walker            | Grünen |
| Ministre de l'Alimentation, du Milieu rural et de la Protection des consommateurs        |          | Peter Hauk               | CDU    |
| Ministre du Développement régional et du Logement                                        |          | Nicole Razavi            | CDU    |

## Ministres par portefeuille

### Vice-ministre-président
| Portefeuille                                                                                        | Nom | Nom               | Parti   | Dates                 |
| --------------------------------------------------------------------------------------------------- | --- | ----------------- | ------- | --------------------- |
| Économie                                                                                            |     | Hermann Veit      | SPD     | 25/04/1952-23/06/1960 |
| Justice                                                                                             |     | Wolfgang Haußmann | FDP/DVP | 23/06/1960-16/12/1966 |
| Intérieur                                                                                           |     | Walter Krause     | SPD     | 16/12/1966-08/06/1972 |
| Éducation                                                                                           |     | Wilhelm Hahn      | CDU     | 08/06/1972-10/05/1978 |
| Finances                                                                                            |     | Robert Gleichauf  | CDU     | 11/05/1978-04/06/1980 |
| Alimentation, Agriculture, Environnement et Forêts Alimentation, Agriculture et Forêts (01/07/1987) |     | Gerhard Weiser    | CDU     | 04/06/1980-11/06/1992 |
| Économie                                                                                            |     | Dieter Spöri      | SPD     | 11/06/1992-11/06/1996 |
| Économie                                                                                            |     | Walter Döring     | FDP/DVP | 11/06/1996-14/07/2004 |
| Économie                                                                                            |     | Ernst Pfister     | FDP/DVP | 14/07/2004-14/06/2006 |
| Justice                                                                                             |     | Ulrich Goll       | FDP/DVP | 14/06/2006-12/05/2011 |
| Finances et Économie                                                                                |     | Nils Schmid       | SPD     | 12/05/2011-12/05/2016 |
| Intérieur, Numérique et Migrations Intérieur, Numérique et Affaires communales (11/05/2021)         |     | Thomas Strobl     | CDU     | 12/05/2016-           |

### Intérieur
| Titre                                                                                       | Nom | Nom             | Parti | Dates                 |
| ------------------------------------------------------------------------------------------- | --- | --------------- | ----- | --------------------- |
| Intérieur                                                                                   |     | Fritz Ulrich    | SPD   | 25/04/1952-09/05/1956 |
| Intérieur                                                                                   |     | Viktor Renner   | SPD   | 09/05/1956-23/06/1960 |
| Intérieur                                                                                   |     | Hans Filbinger  | CDU   | 23/06/1960-16/12/1966 |
| Intérieur                                                                                   |     | Walter Krause   | SPD   | 16/12/1966-08/06/1972 |
| Intérieur                                                                                   |     | Karl Schiess    | CDU   | 08/06/1972-21/02/1978 |
| Intérieur                                                                                   |     | Lothar Späth    | CDU   | 22/02/1978-30/08/1978 |
| Intérieur                                                                                   |     | Guntram Palm    | CDU   | 30/08/1978-04/06/1980 |
| Intérieur                                                                                   |     | Roman Herzog    | CDU   | 04/06/1980-04/10/1983 |
| Intérieur                                                                                   |     | Heinz Eyrich    | CDU   | 05/10/1983-06/06/1984 |
| Intérieur                                                                                   |     | Dietmar Schlee  | CDU   | 06/06/1984-11/06/1992 |
| Intérieur                                                                                   |     | Frieder Birzele | SPD   | 11/06/1992-11/06/1996 |
| Intérieur                                                                                   |     | Thomas Schäuble | CDU   | 11/06/1996-14/07/2004 |
| Intérieur                                                                                   |     | Heribert Rech   | CDU   | 14/07/2004-12/05/2011 |
| Intérieur                                                                                   |     | Reinhold Gall   | SPD   | 12/05/2011-12/05/2016 |
| Intérieur, Numérique et Migrations Intérieur, Numérique et Affaires communales (11/05/2021) |     | Thomas Strobl   | CDU   | 12/05/2016-           |

### Finances
| Titre                | Nom | Nom                     | Parti   | Dates                 |
| -------------------- | --- | ----------------------- | ------- | --------------------- |
| Finances             |     | Karl Frank              | FDP/DVP | 25/04/1952-23/06/1960 |
| Finances             |     | Hermann Müller          | FDP/DVP | 23/06/1960-16/12/1966 |
| Finances             |     | Kurt Angstmann          | SPD     | 16/12/1966-12/06/1968 |
| Finances             |     | Robert Gleichauf        | CDU     | 12/06/1968-04/06/1980 |
| Finances             |     | Guntram Palm            | CDU     | 04/06/1980-13/01/1991 |
| Finances             |     | Gerhard Mayer-Vorfelder | CDU     | 13/01/1991-11/11/1998 |
| Finances             |     | Gerhard Stratthaus      | CDU     | 11/11/1998-03/06/2008 |
| Finances             |     | Willi Stächele          | CDU     | 04/06/2008-12/05/2011 |
| Finances et Économie |     | Nils Schmid             | SPD     | 12/05/2011-12/05/2016 |
| Finances             |     | Edith Sitzmann          | Grünen  | 12/05/2016-11/05/2021 |
| Finances             |     | Danyal Bayaz            | Grünen  | 11/05/2021-           |

### Économie
| Titre | Nom | Nom                      | Parti   | Dates                 |
| --- | --- | ------------------------ | ------- | --------------------- |
| Économie |     | Hermann Veit             | SPD     | 25/04/1952-23/06/1960 |
| Économie |     | Eduard Leuze             | FDP/DVP | 23/06/1960-16/12/1966 |
| Économie |     | Hans-Otto Schwarz        | SPD     | 16/12/1966-08/06/1972 |
| Économie, Petites et moyennes entreprises et Transports Économie, Petites et moyennes entreprises et Technologie (06/06/1984) |     | Rudolf Eberle            | CDU     | 08/06/1972-17/11/1984 |
| Économie, Petites et moyennes entreprises et Technologie                                                                      |     | Martin Herzog            | CDU     | 11/12/1984-26/09/1989 |
| Économie, Petites et moyennes entreprises et Technologie                                                                      |     | Hermann Schaufler        | CDU     | 26/09/1989-11/06/1992 |
| Économie |     | Dieter Spöri             | SPD     | 11/06/1992-11/06/1996 |
| Économie |     | Walter Döring            | FDP/DVP | 11/06/1996-14/07/2004 |
| Économie |     | Ernst Pfister            | FDP/DVP | 14/07/2004-12/05/2011 |
| |     |                          |         |                       |
| Économie, Travail, Logement Économie, Travail et Tourisme (11/05/2021)                                                        |     | Nicole Hoffmeister-Kraut | CDU     | 12/05/2016-           |

### Justice
| Titre                                              | Nom | Nom                       | Parti   | Dates                 |
| -------------------------------------------------- | --- | ------------------------- | ------- | --------------------- |
| Justice                                            |     | Viktor Renner             | SPD     | 25/04/1952-15/05/1953 |
| Justice                                            |     | Intérim de Reinhold Maier | FDP/DVP | 15/05/1953-11/07/1953 |
| Justice                                            |     | Richard Schmid            | SPD     | 11/07/1953-07/10/1953 |
| Justice                                            |     | Wolfgang Haußmann         | FDP/DVP | 07/10/1953-16/12/1966 |
| Justice                                            |     | Rudolf Schieler           | SPD     | 16/12/1966-08/06/1972 |
| Justice                                            |     | Traugott Bender           | CDU     | 08/06/1972-02/11/1977 |
| Justice                                            |     | Guntram Palm              | CDU     | 02/11/1977-30/08/1978 |
| Justice Justice et Affaires fédérales (06/06/1984) |     | Heinz Eyrich              | CDU     | 30/08/1978-13/01/1991 |
| Justice                                            |     | Helmut Ohnewald           | CDU     | 13/01/1991-11/06/1992 |
| Justice                                            |     | Thomas Schäuble           | CDU     | 11/06/1992-11/06/1996 |
| Justice                                            |     | Ulrich Goll               | FDP/DVP | 11/06/1996-12/12/2002 |
| Justice                                            |     | Corinna Werwigk-Hertneck  | FDP/DVP | 12/12/2002-28/07/2004 |
| Justice                                            |     | Ulrich Goll               | FDP/DVP | 28/07/2004-12/05/2011 |
| Justice                                            |     | Rainer Stickelberger      | SPD     | 12/05/2011-12/05/2016 |
| Justice et Affaires européennes                    |     | Guido Wolf                | CDU     | 12/05/2016-11/05/2021 |
| Justice et Migrations                              |     | Marion Gentges            | CDU     | 11/05/2021-           |

### Éducation
| Titre                                                          | Nom | Nom                           | Parti  | Dates                 |
| -------------------------------------------------------------- | --- | ----------------------------- | ------ | --------------------- |
| Éducation                                                      |     | Gotthilf Schenkel             | SPD    | 25/04/1952-07/10/1953 |
| Éducation                                                      |     | Wilhelm Simpfendörfer         | CDU    | 07/10/1953-21/07/1958 |
| Éducation                                                      |     | Gerhard Storz (de)            | CDU    | 21/07/1958-11/06/1964 |
| Éducation                                                      |     | Wilhelm Hahn                  | CDU    | 11/06/1964-10/05/1978 |
| Éducation et Sports                                            |     | Roman Herzog                  | CDU    | 11/05/1978-04/06/1980 |
| Éducation et Sports                                            |     | Gerhard Mayer-Vorfelder       | CDU    | 04/06/1980-13/01/1991 |
| Éducation et Sports                                            |     | Marianne Schultz-Hector       | CDU    | 13/01/1991-18/07/1995 |
| Éducation et Sports Éducation, Jeunesse et Sports (11/06/1996) |     | Annette Schavan               | CDU    | 19/07/1995-05/10/2005 |
| Éducation, Jeunesse et Sports                                  |     | Helmut Rau                    | CDU    | 05/10/2005-24/02/2010 |
| Éducation, Jeunesse et Sports                                  |     | Marion Schick                 | CDU    | 24/02/2010-12/05/2011 |
| Éducation, Jeunesse et Sports                                  |     | Gabriele Warminski-Leitheußer | SPD    | 12/05/2011-07/01/2013 |
| Éducation, Jeunesse et Sports                                  |     | Andreas Stoch                 | SPD    | 23/01/2013-12/05/2016 |
| Éducation, Jeunesse et Sports                                  |     | Susanne Eisenmann             | CDU    | 12/05/2016-11/05/2021 |
| Éducation, Jeunesse et Sports                                  |     | Theresa Schopper              | Grünen | 11/05/2021-           |

### Science
| Titre                                                                              | Nom | Nom               | Parti  | Dates                 |
| ---------------------------------------------------------------------------------- | --- | ----------------- | ------ | --------------------- |
| Science et Culture                                                                 |     | Helmut Engler     | CDU    | 11/05/1978-13/01/1991 |
| Science et Culture Science (11/06/1992) Science, Recherche et Culture (11/06/1996) |     | Klaus von Trotha  | CDU    | 13/01/1991-12/06/2001 |
| Science, Recherche et Culture                                                      |     | Peter Frankenberg | CDU    | 12/06/2001-12/05/2011 |
| Science, Recherche et Culture                                                      |     | Theresia Bauer    | Grünen | 12/05/2011-28/09/2022 |
| Science, Recherche et Culture                                                      |     | Petra Olschowski  | Grünen | 28/09/2022-           |

### Affaires sociales
| Titre                                                                                         | Nom | Nom                  | Parti  | Dates                 |
| --------------------------------------------------------------------------------------------- | --- | -------------------- | ------ | --------------------- |
| Travail                                                                                       |     | Ermin Hohlwegler     | SPD    | 25/04/1952-23/06/1960 |
| Travail                                                                                       |     | Josef Schüttler      | CDU    | 23/06/1960-12/06/1968 |
| Travail et Affaires sociales                                                                  |     | Walter Hirrlinger    | SPD    | 12/06/1968-08/06/1972 |
| Travail, Santé et Ordre social                                                                |     | Annemarie Griesinger | CDU    | 08/06/1972-04/06/1980 |
| Travail, Santé et Ordre social                                                                |     | Dietmar Schlee       | CDU    | 04/06/1980-06/06/1984 |
| Travail, Santé, Famille et Ordre social                                                       |     | Barbara Schäfer      | CDU    | 06/06/1984-11/06/1992 |
| Travail, Santé et Ordre social                                                                |     | Helga Solinger       | SPD    | 11/06/1992-11/06/1996 |
| Affaires sociales                                                                             |     | Erwin Vetter         | CDU    | 11/06/1996-11/11/1998 |
| Affaires sociales                                                                             |     | Friedhelm Repnik     | CDU    | 11/11/1998-14/07/2004 |
| Affaires sociales                                                                             |     | Tanja Gönner         | CDU    | 14/07/2004-29/04/2005 |
| Travail et Affaires sociales                                                                  |     | Andreas Renner       | CDU    | 29/04/2005-01/02/2006 |
| Travail et Affaires sociales Travail et Ordre social, Famille et Personnes âgées (24/02/2010) |     | Monika Stolz         | CDU    | 01/02/2006-12/05/2011 |
| Travail, Affaires sociales, Famille, Femmes et Personnes âgées                                |     | Katrin Altpeter      | SPD    | 12/05/2011-12/05/2016 |
| Affaires sociales et Intégration Affaires sociales, Santé et Intégration (11/05/2021)         |     | Manfred Lucha        | Grünen | 12/05/2016-           |

### Transports
| Titre                                                 | Nom | Nom               | Parti  | Dates                 |
| ----------------------------------------------------- | --- | ----------------- | ------ | --------------------- |
| Transports                                            |     | Thomas Schäuble   | CDU    | 13/01/1991-11/06/1992 |
| Transports                                            |     | Hermann Schaufler | CDU    | 11/06/1992-11/06/1996 |
|                                                       |     |                   |        |                       |
| Transports et Infrastructures Transports (12/05/2016) |     | Winfried Hermann  | Grünen | 12/05/2011-           |

### Environnement
| Titre                                                                           | Nom | Nom                        | Parti  | Dates                 |
| ------------------------------------------------------------------------------- | --- | -------------------------- | ------ | --------------------- |
| Environnement                                                                   |     | Erwin Vetter               | CDU    | 01/07/1987-11/06/1992 |
| Environnement                                                                   |     | Harald B/ Schäfer          | SPD    | 11/06/1992-11/06/1996 |
| Environnement et Transports                                                     |     | Hermann Schaufler          | CDU    | 11/06/1996-14/10/1998 |
| Environnement et Transports                                                     |     | Intérim de Thomas Schäuble | CDU    | 14/10/1998-11/11/1998 |
| Environnement et Transports                                                     |     | Ulrich Müller              | CDU    | 11/11/1998-14/07/2004 |
| Environnement et Transports                                                     |     | Stefan Mappus              | CDU    | 14/07/2004-29/04/2005 |
| Environnement Environnement, Protection de la nature et Transports (24/02/2010) |     | Tanja Gönner               | CDU    | 29/04/2005-12/05/2011 |
| Environnement, Climat et Énergie                                                |     | Franz Untersteller         | Grünen | 12/05/2011-11/05/2021 |
| Environnement, Climat et Énergie                                                |     | Thekla Walker              | Grünen | 11/05/2021-           |

### Agriculture
| Titre | Nom | Nom               | Parti   | Dates                 |
| --- | --- | ----------------- | ------- | --------------------- |
| Agriculture et Alimentation Alimentation, Agriculture et Forêts (14/09/1953) |     | Karl Frank        | FDP/DVP | 25/04/1952-07/10/1953 |
| Alimentation, Agriculture et Forêts Alimentation, Agriculture, Viticulture et Forêts (12/12/1966) |     | Eugen Leibfried   | CDU     | 07/10/1953-12/06/1968 |
| Alimentation, Agriculture, Viticulture et Forêts |     | Friedrich Brünner | CDU     | 12/06/1968-02/06/1976 |
| Alimentation, Agriculture et Environnement Alimentation, Agriculture, Environnement et Forêts (04/06/1980) Alimentation, Agriculture et Forêts (01/07/1987) Milieu rural, Alimentation, Agriculture et Forêts (11/06/1992) |     | Gerhard Weiser    | CDU     | 02/06/1976-11/06/1996 |
| Milieu rural |     | Gerdi Staiblin    | CDU     | 11/06/1996-12/06/2001 |
| Alimentation et Milieu rural |     | Willi Stächele    | CDU     | 12/06/2001-29/04/2005 |
| Alimentation et Milieu rural |     | Peter Hauk        | CDU     | 29/04/2005-24/02/2010 |
| Milieu rural, Alimentation et Protection des consommateurs |     | Rudolf Köberle    | CDU     | 24/02/2010-12/05/2011 |
| Milieu rural et Protection des consommateurs |     | Alexander Bonde   | Grünen  | 12/05/2011-12/05/2016 |
| Milieu rural et Protection des consommateurs Alimentation, Milieu rural et Protection des consommateurs (11/05/2021) |     | Peter Hauk        | CDU     | 12/05/2016-           |

### Développement régional
| Titre                              | Nom | Nom           | Parti | Dates       |
| ---------------------------------- | --- | ------------- | ----- | ----------- |
| Développement régional et Logement |     | Nicole Razavi | CDU   | 11/05/2021- |

### Sans portefeuille
| Titre             | Nom | Nom                  | Parti  | Dates                 |
| ----------------- | --- | -------------------- | ------ | --------------------- |
| Sans portefeuille |     | Erwin Vetter         | CDU    | 11/06/1992-11/06/1996 |
| Sans portefeuille |     | Christoph E/ Palmer  | CDU    | 11/11/1998-12/06/2001 |
| Sans portefeuille |     | Helmut Rau           | CDU    | 24/02/2010-12/05/2011 |
| Sans portefeuille |     | Silke Krebs          | Grünen | 12/05/2011-12/05/2016 |
| Sans portefeuille |     | Klaus-Peter Murawski | Grünen | 12/05/2016-31/08/2018 |
| Sans portefeuille |     | Theresa Schopper     | Grünen | 09/10/2018-11/05/2021 |

### Affaires fédérales
| Titre | Nom | Nom                  | Parti | Dates                 |
| --- | --- | -------------------- | ----- | --------------------- |
| Affaires fédérales Délégué auprès du gouvernement fédéral (09/05/1956)                                                                                |     | Oskar Farny          | CDU   | 07/10/1953-23/06/1960 |
| Délégué auprès du gouvernement fédéral |     | Walter Hailer        | CDU   | 23/06/1960-01/09/1963 |
| Délégué auprès du gouvernement fédéral Affaires fédérales (16/12/1966)                                                                                |     | Adalbert Seifriz     | CDU   | 01/09/1963-08/06/1972 |
| Affaires fédérales |     | Eduard Adorno        | CDU   | 08/06/1972-04/06/1980 |
| Affaires fédérales |     | Annemarie Griesinger | CDU   | 04/06/1980-06/06/1984 |
| Affaires fédérales et européennes |     | Heinz Eyrich         | CDU   | 13/01/1991-11/06/1992 |
| Délégué auprès du gouvernement fédéral |     | Rudolf Köberle       | CDU   | 12/06/2001-29/04/2005 |
| Délégué auprès du gouvernement fédéral Affaires fédérales et européennes (04/06/2008) Affaires fédérales, européennes et internationales (24/02/2010) |     | Wolfgang Reinhart    | CDU   | 29/04/2005-12/05/2011 |
| Affaires fédérales, européennes et internationales |     | Peter Friedrich      | SPD   | 12/05/2011-12/05/2016 |

### Expulsés
| Titre                                                                              | Nom | Nom            | Parti  | Dates                 |
| ---------------------------------------------------------------------------------- | --- | -------------- | ------ | --------------------- |
| Expulsés et Blessés de guerre Réfugiés, Expulsés et Blessés de guerre (14/09/1953) |     | Eduard Fiedler | GB/BHE | 25/04/1952-23/06/1960 |

### Famille
| Titre                                                 | Nom | Nom                  | Parti | Dates                 |
| ----------------------------------------------------- | --- | -------------------- | ----- | --------------------- |
| Famille, Femmes, Formation professionnelle et Culture |     | Brigitte Unger-Soyka | SPD   | 11/06/1992-11/06/1996 |

### Affaires européennes
| Titre                                              | Nom | Nom                 | Parti | Dates                 |
| -------------------------------------------------- | --- | ------------------- | ----- | --------------------- |
| Sans portefeuille, chargé des Affaires européennes |     | Christoph E/ Palmer | CDU   | 12/06/2001-25/10/2004 |
| Sans portefeuille, chargé des Affaires européennes |     | Ulrich Müller       | CDU   | 25/10/2004-29/04/2005 |
| Sans portefeuille, chargé des Affaires européennes |     | Willi Stächele      | CDU   | 29/04/2005-03/06/2008 |

### Intégration
| Titre       | Nom | Nom         | Parti | Dates                 |
| ----------- | --- | ----------- | ----- | --------------------- |
| Intégration |     | Bilkay Öney | SPD   | 12/05/2011-12/05/2016 |